# Мануэлс (река)
Мануэлс (англ. Manuels River) — река в провинции Ньюфаундленд и Лабрадор на северо-востоке Канады на полустрове Авалон острова Ньюфаундленд.

## География, флора и фауна
Бассейн реки Мануэлс — около 75 км², простирающийся на юг в направлении центральной части полуострова Авалон. Долина реки отличается большим разнообразием растений и животных. Было идентифицировано множество водных растений, в том числе осоки, камышевидник обыкновенный и пузырчатка. Многие виды деревьев и кустарников, общие для бореальных лесов восточного Ньюфаундленда, процветают на береговой линии и на склонах долины реки. Здесь встречаются берёза бумажная, вишня и лиственница и вечнозелёные пихта, ель чёрная и можжевельник.
Более тридцати различных видов полевых цветков растут по берегам реки или под пологом леса. К ним относятся тысячелистник, чертополох, овечий лавр, дикая мята, золотарник и ирис разноцветный.
В верховьях реки обитают лоси, рыжая лисица и карибу, а в нижнем течении реки и в устье — зайцы, белки, бобры и ондатры. Из птиц, обитающих вдоль реки или в устье, включаются кулики, вороны, голуби, джанки, чайки и опоясанный пегий зимородок. Зимородок является эмблемой Общества природного наследия реки Мануэль.

## Геология
Породы в верховье реки имеют магматическое происхождение и получены в результате охлаждения расплавленной породы примерно 650 млн лет назад. Скалы вниз по течению являются осадочными. Вулкан реки Мануэль сохранился в виде большого слоя скалы, называемого конгломератом. Ближе к устью русло образовано тёмным мягким сланцем. В течение последних 10 тыс. лет под воздействием воды сланцы размывались и образовали глубокую речную долину.

## Ископаемые формации
На реке Мануэль есть два ископаемых района, которые отличаются разнообразием хорошо сохранившихся ископаемых организмов, в том числе брахиопод, гиолитов, моллюсков и трилобитов.